# Grüne (Remscheid)
Grüne ist eine Ortslage im Norden der bergischen Großstadt Remscheid.

## Lage und Beschreibung

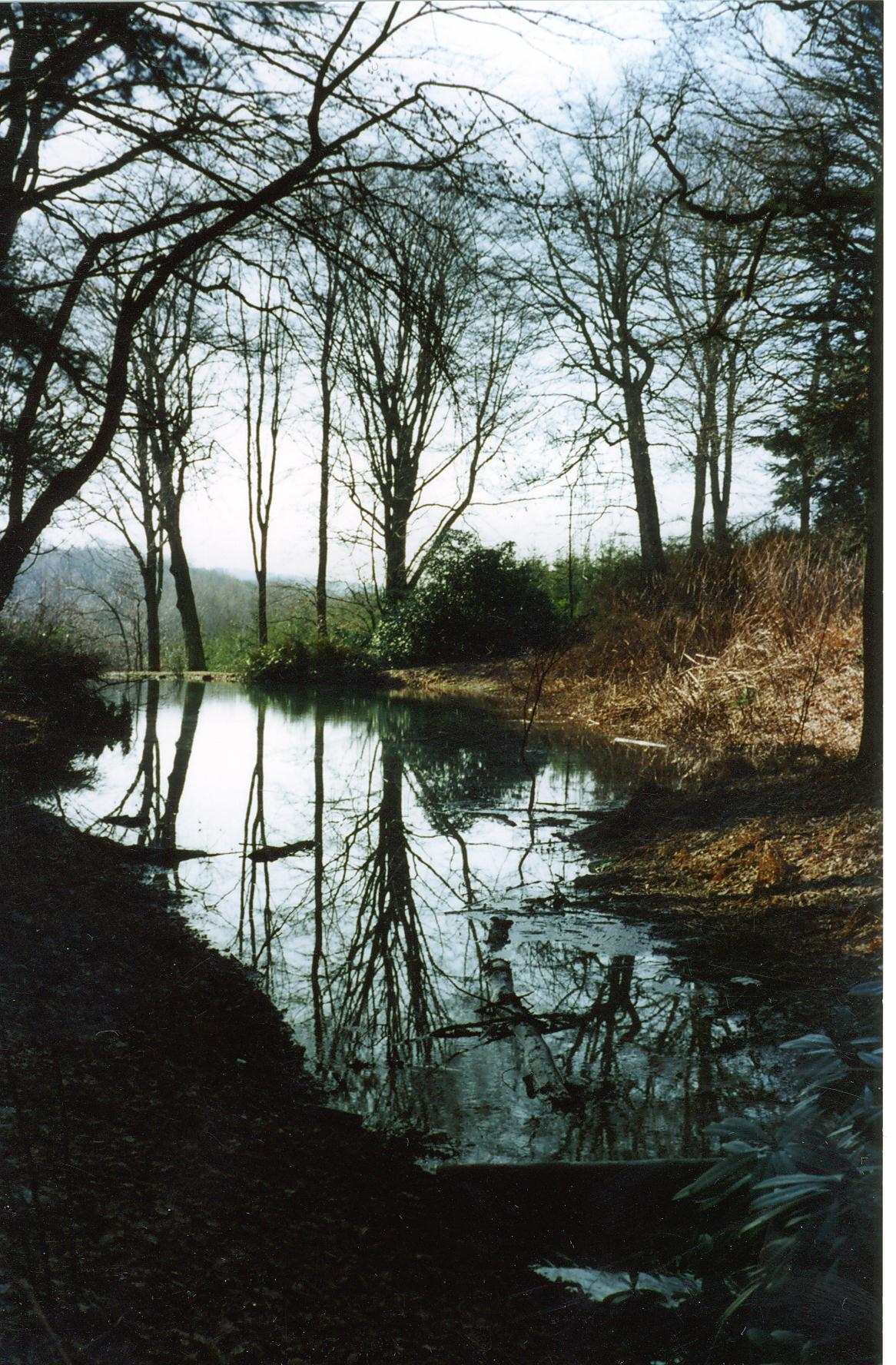
Hinsbergs Park mit Teich an der Grüne

Die Ortslage Grüne gehört zum Stadtbezirk Lüttringhausen und befindet sich auf einer Höhe von 278 Metern über Normalnull an der Stadtgrenze zu Wuppertal-Ronsdorf. Benachbarte Ortschaften/Ortslagen sind (im Uhrzeigersinn) Neuland, Wüste, Flügel, Farrenbracken, Oelingrath und Langenhaus.

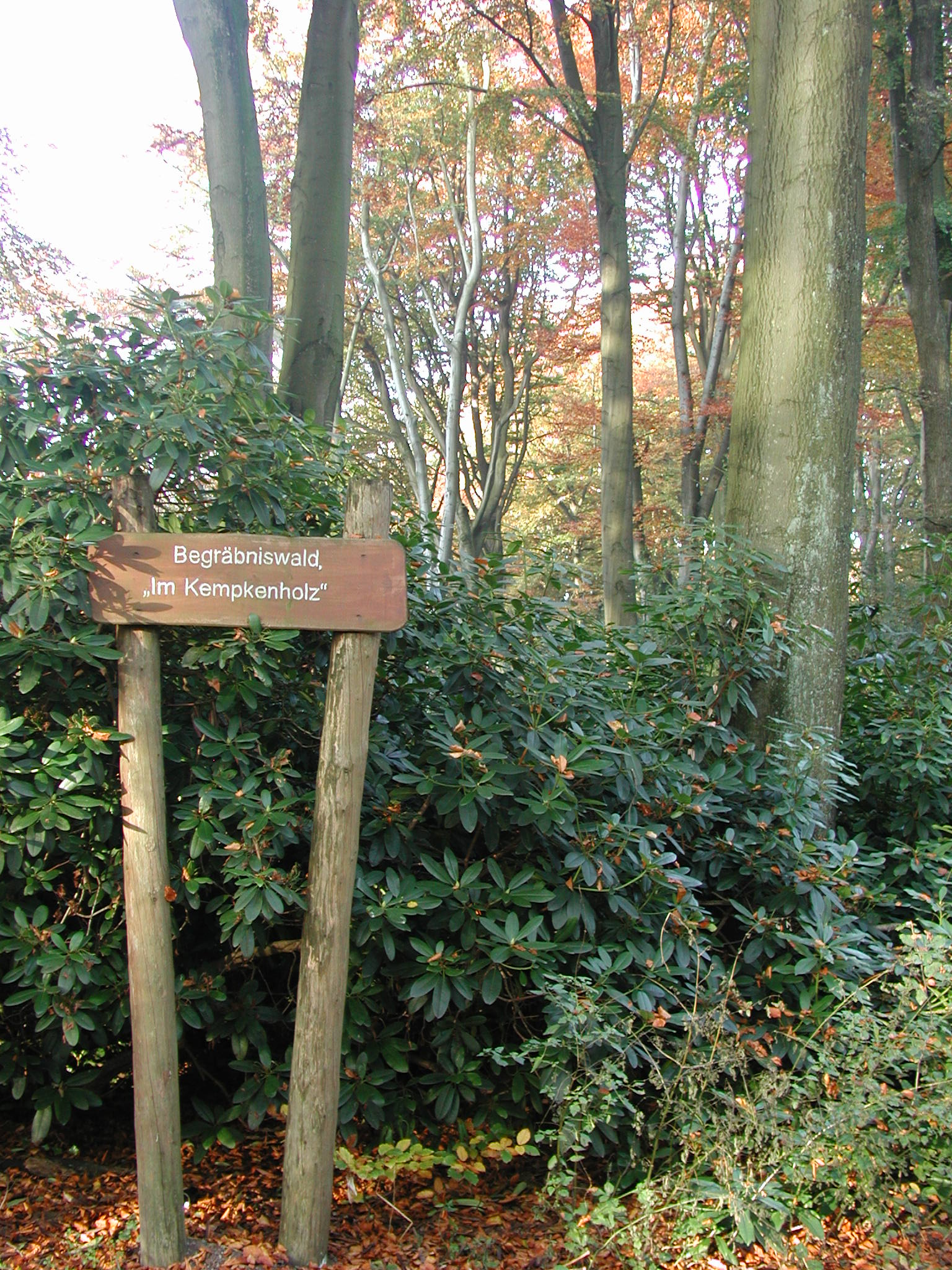
Begräbniswald Grüne RS

Grüne besteht aus lediglich vier Wohnhäusern, wovon sich in einem von ihnen ein Ausflugslokal mit Biergarten befand, das lange Zeit als Tanzlokal diente und Gäste aus weitem Umkreis anzog.
In der Nacht zum 14. August 2012 brach im Gebäude der Gaststätte ein Feuer aus. Das Gebäude mitsamt den Anbauten brannte ab und musste in Teilen noch in der Brandnacht abgerissen werden. An dem Einsatz waren 159 Feuerwehrleute aus Remscheid und Wuppertal mit 40 Einsatzwagen beteiligt.
Im ÖPNV wird die Ortschaft drei bis viermal täglich von einem Bürgerbus angefahren.
In Grüne ist die an die Gaststätte angeschlossene Falknerei Bergisch Land beheimatet. Eine ganze Reihe von Greifvögeln wie Uhus, Wüstenbussarde, Adler und Geier wird dort in regelmäßigen Flugvorführungen präsentiert.
Inzwischen gibt es eine Freiflughalle für Greifvögel, in der die Tiere unabhängig von der Jahreszeit fliegen und vorgeführt werden können.
 Unmittelbar grenzt ein frei zugängliches, ehemals privates und parkähnliches Waldgebiet mit vielen großen Rhododendronsträuchern an, das unter dem Namen „Hinsbergs Park“ bekannt ist und nach den ehemaligen Eigentümern benannt wurde. In ihm befindet sich der Remscheider Begräbniswald Im Kempkenholz für Urnenbestattungen.
In einer Senke liegt ein Teich, der aus umliegenden Quellen gespeist wird. Hier sind die seltenen Kammmolche (Triturus cristatus-Superspezies), Edelkrebse (Astacus astacus) sowie u. a. der Wasserhahnenfuß (Ranunculus aquatilis L.) zu Hause.

## Geschichte
Die Ortslage entstand erst in der ersten Hälfte des 19. Jahrhunderts, die Gaststätte zu Beginn des 20. Jahrhunderts. Die Ortslage trug zuerst den Namen „In der Grüne“.
Östlich am Ort vorbei verlief ein Kohlenweg, der das südliche Ruhrgebiet (u. a. die Zeche Nachtigall in Witten) über Barmen und Ronsdorf mit Remscheid verband. Er diente insbesondere dem Transport von Kohle zu den metallverarbeitenden Betrieben und Schmieden im Morsbachtal und im Raum Remscheid. In der Topographia Ducatus Montani von Erich Philipp Ploennies von 1715 wurde bereits diese Straße genannt, die sich stellenweise im Laufe der Jahrhunderte zu einem Hohlweg ausgebildet hat und 2009 in diesem Abschnitt als Bodendenkmal unter Schutz gestellt wurde. Der Hohlweg ist sowohl neben der benachbarten Hofschaft Neuland als auch in der Gegenrichtung zum Spelsberg hin noch gut zu erkennen.